# Thomas FitzGerald (11e comte de Desmond)
Thomas fitz Thomas FitzGerald (né vers 1454 mort le 1534 est le 11e comte de Desmond de 1529 à sa mort.

## Biographie
Thomas fitz Thomas FitzGerald est le troisième fils de Thomas FiztGerald, il succède à son neveu James 10e comte, le fils aîné de Maurice Bacach qui meurt brutalement après trois jours de maladie,. 
L'historiographie lui attribue les surnoms de « Chauve » et « Victorieux » car il est réputé pour ses hauts fait d'armes dans neuf combats dont il sort vainqueur. Cette réputation flatteuse serait aussi liée au fait que deux princes de la lignée des Mac Carthaigh Muscraighe seraient tombés sous ses coups. Le roi lui accorde la succession de son neveu sans hésitation avec des propos aimables mais Thomas n'en poursuit pas moins les intrigues de son prédécesseur. Toutefois les difficultés prévisibles liées à sa succession le contraignent finalement à une loyauté sans faille envers le roi à qui il envoie son petit-fils et héritier James comme otage à la cour de Château de Windsor. Il meurt à Rathkeal en 1534 et il est inhumé à Youghal

## Succession
Maurice le fils de Thomas qui pré-décède de la peste est le père de James FitzGerald 12e comte de jure en opposition à son grand-oncle John FitzGerald qui sera de facto le 12e comte de Desmond

## Sources
- (en) T.W Moody, F.X. Martin et F.J. Byrne, A New History of Ireland IX Maps, Genealogies, Lists. A companion to Irish History part II, Oxford, Oxford University Press, 2011, 690 p. (ISBN 978-0-19-959306-4).
- (en) Clare Downham, Medieval Ireland, Cambridge, Cambridge University Press, 2018, 338 p. (ISBN 978-1-906716-06-6)
- (en) Art Cosgrove (sous la direction de), New History of Irland,Volume II ‘’Medieval Ireland 1169-1534’’, Oxford, Oxford University Press, 2008, 1066 p. (ISBN 978-0-19-953970-3)